# 真如中海中心
真如中海中心是位於中華人民共和國上海市普陀区真如城市副中心核心位置的大型城市综合体建筑集群, 由SOM建筑设计事务所设计，中海集团、中环集团共同开发建设，中建国际建设有限公司承建。

## 简介
项目为总建筑面积约98万方的TOD综合体，包含商业裙楼（上海真如环宇城MAX购物中心）、写字楼、剧院（真如海心剧院）和公共文化设施、住宅和地下联动开发空间等；其中共有6栋写字楼，包括建筑高度为200米、230米的两栋超高层塔楼。
真如中海中心所在的真如境项目的前身是红旗村。2014年到2016年，红旗村内9大市场6万人完成大搬迁。2020年3月，项目开工；2023年3月27日，超高层双子塔楼A座正式封顶。